# Форт Саган
«Форт Саган» (фр. Fort Saganne) — французький історичний фільм-драма 1984 року, поставлений режисером Аленом Корно за сюжетом однойменного роману Луї Гарделя (1980). Фільм показали поза конкурсом на 37-му Каннському кінофестивалі 1984 року. На час закінчення знімання був найдорожчим проєктом французького кінематографа. 1985 року фільм було номіновано в 4-х категоріях на здобуття французької національної кінопремії «Сезар».

## Сюжет

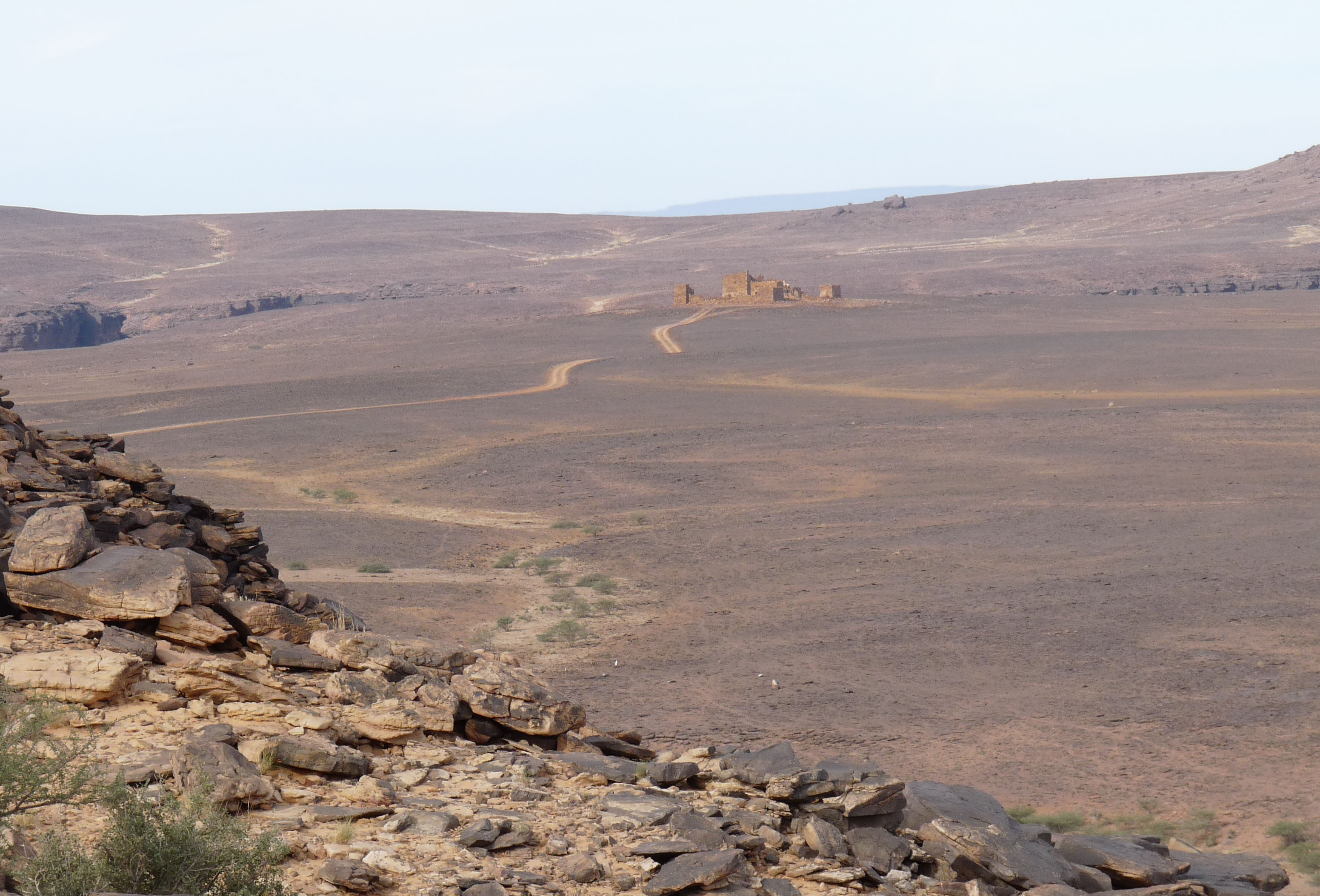
Форт Саган, побудований в Адрарі, Мавританія, спеціально для знімання фільму

У 1911 році лейтенант Шарль Саган (Жерар Депардьє), виходець із селянської сім'ї, вирушає служити в Алжир з надією зробити кар'єру та добитися слави. Прибувши на місце служби, Саган занурюється в гарнізонний побут та неспішний ритм життя місцевої спільноти. У рослого лейтенанта закохується Мадлен де Сент-Ілет (Софі Марсо) — донька одного з місцевих французів. Незабаром Сагана відправляють з експедицією в пустелю.
Французький загін відправлений в пустелю заради утихомирення місцевих племен, що наважилися виступити проти французького панування в цій частині Сахари. Саган, що зав'язав випадкове знайомство з вождем одного з племен, незабаром прямує на пошуки цього племені, яке несподівано знялося з кочовища й пішло далі в пустелю.
Загін Сагана, що складається з алжирських стрільців та декількох білих офіцерів, долаючи труднощі, йде по пустелі. Люди, що страждають від спеки, з останніх сил шукають зникле плем'я і, нарешті, знаходять його там, де воно потрапило в засідку. Серед тіл полеглих Саган знаходить ще живого вождя, що зумів самостійно зашити рани на грудях, але не встиг перев'язати сильно пошкоджену ногу. Саган своїми руками ампутує ногу і рятує вождеві життя.
Загибель племені жахає племена, що залишилися, і вони повертаються під протекцію Франції. Саган, повернувшись в гарнізон, набуває слави героя. Полковник Дюбрель (Філіпп Нуаре), який розуміє, що мир з тубільцями крихкий, бажає завдати випереджального удару по ватажкові бунтівників, проте не може цього здійснити без санкції з Парижа. Сагана відправляють в столицю за дозволом. Паризька публіка тепло зустрічає героя, проте дипломати відмовляють Сагану, мотивуючи відмову близькістю війни з Німеччиною.
У Парижі Саган заводить роман з відомою письменницею, проте вони розлучаються після того, як вона дізнається про поведінку Сагана відносно нареченої його молодшого брата.
Саган повертається до Алжирі і згодом з честю витримує атаку тубільців, що наважилися вибити французів. Пізніше лейтенант просить руки Мадлен де Сент-Ілет і одружується на ній.
Щаслива пара від'їжджає у Францію і селиться в будинку, який Саган мріяв купити ще хлопчиськом. Там їх застає звістка про початок Першої світової війни.
Алжирців, якими командував Саган, перекидають до Франції, де на них звалюються усі тяготи окопної війни. Люди, що пройшли разом з Саганом усі труднощі служби в пустелі, гинуть в самогубних атаках на німецькі позиції. Незабаром кулі наздоганяють і самого Сагана.
По закінченні війни вдова Сагана і його маленький син прибувають у форт, де колись служив лейтенант. Колишній командир Сагана проводить церемонію наречення форту ім'ям загиблого героя. Вождь тубільців, колись врятований Саганом, спостерігає за церемонією, після чого дарує молодшому Сагану верблюда і сідло, віддаючи данину пошани загиблому батькові хлопчика.

## У ролях
| • Жерар Депардьє  | … | Шарль Саган         |
| • Філіпп Нуаре    | … | Дюбрель             |
| • Катрін Денев    | … | Луїза               |
| • Софі Марсо      | … | Мадлен де Сент-Ілет |
| • Мішель Дюшоссуа | … | Бакюлар             |
| • Іпполіт Жирардо | … | Куретт              |
| • Софі Грімальді  | … | мати Мадлен         |
| • Флоран Паньї    | … | Люсьє Саган         |
| • Роже Дюма       | … | Вульпі              |
| • Жан-Луї Рішар   | … | Фламмарен           |
| • Жан-Лоран Коше  | … | Бертоцца            |
| • П'єр Торнад     | … | батько Шарля        |
| • Саїд Амаді      | … | Амажар              |

## Знімальна група
- Автор сценарію — Ален Корно, Анрі де Туренн, Луїза Гардель, Бернар Гордон, Філіпп Йордан
- Режисер-постановник — Ален Корно
- Продюсери — Семюел Бронстон, Альбіна дю Буарувре
- Оператор — Бруно Нюйттен
- Композитор — Філіпп Сард
- Монтаж — Тьєррі Дероклес, Роберт Лоуренс
- Художник-постановник — Веньєро Солазанті
- Художник по костюмах — Веньєро Солазанті, Розін Деламар, Корінн Жоррі

## Нагороди та номінації
| Список нагород та номінацій | Список нагород та номінацій | Список нагород та номінацій  | Список нагород та номінацій                    | Список нагород та номінацій | Список нагород та номінацій |
| Кінопремія                  | Дата церемонії              | Категорія                    | Номінант(и)                                    | Результат                   |                             |
| --------------------------- | --------------------------- | ---------------------------- | ---------------------------------------------- | --------------------------- | --------------------------- |
| Премія «Сезар»              | 3 лютого 1985               | Найкращий актор              | Жерар Депардьє                                 | Номінація                   |                             |
| Премія «Сезар»              | 3 лютого 1985               | Найкраща операторська робота | Бруно Нюйттен                                  | Номінація                   |                             |
| Премія «Сезар»              | 3 лютого 1985               | Найкращий дизайн костюмів    | Веньєро Солазанті, Розін Деламар, Корінн Жоррі | Номінація                   |                             |
| Премія «Сезар»              | 3 лютого 1985               | Найкращий звук               | Жан-Поль Любліє, Клод Війян, П'єр Гаме         | Номінація                   |                             |